# Nurlan Sauranbajew
Nurlan Jermekuly Sauranbajew (kasachisch Нұрлан Ермекұлы Сауранбаев, russisch Нурлан Ермекович Сауранбаев; * 20. Mai 1967 in Dschambul, Kasachische SSR) ist ein kasachischer Politiker.

## Leben
Saranbajew studierte an der Staatlichen Kasachischen Universität in Alma-Ata, wo er 1991 seinen Abschluss in Volkswirtschaft machte. 2016 erlangte er einen weiteren Abschluss an der kasachischen Nationalen Universität für Verteidigung in Astana.
Nach seinem Abschluss arbeitete Saranbajew zunächst in verschiedenen Unternehmen, bevor er ab 1998 bei mehreren Staatsunternehmen tätig war. So war er Direktor des Bereiches Personenbeförderung von Kasachstan Temir Scholy. Zwischen 2000 und 2002 war er erster Vizepräsident der Ölraffinerie Atyrau und anschließend von 2002 bis 2004 Abteilungsleiter beim kasachischen Erdölunternehmen KazMunayGas. Danach war er zwischen 2004 und 2007 Generaldirektor des Unternehmens TenizService. Im Juni 2007 bekam er erneut einen Posten als Geschäftsführer eines Unternehmensbereiches bei KazMunayGas und zwischen November 2010 und Juni 2011 saß er im Vorstand. Am 18. Mai 2011 wurde er zum stellvertretenden Minister für Industrie und neue Technologien ernannt. Diese Position hatte er rund drei Jahre inne, bevor er am 14. August 2014 stellvertretender Verteidigungsminister wurde. Von diesem Posten wurde er im Oktober 2016 entlassen. Saranbajew war mit der Organisation, Vorbereitung und Durchführung der Expo 2017 in Astana betraut. Am 7. November 2017 wurde er zum Äkim (Bürgermeister) der Stadt Schymkent ernannt. Nachdem die Stadt im Juni 2018 zu einer Stadt von nationaler Bedeutung erhoben wurde, wurde er als Bürgermeister entlassen und am 20. Juni 2018 durch seinen Vorgänger Ghabidolla Äbdirachymow ersetzt.
Ab Januar 2019 arbeitete er in der Verwaltung des Präsidenten. Seit dem 8. April 2021 ist er Vorstandsvorsitzender des staatlichen Eisenbahnunternehmens Qasaqstan Temir Scholy.